# 부남국민학교 화장분교
부남국민학교 화장분교는 경상북도 청송군 부남면 화장리에 있었던 국민학교 분교이다.

## 연혁
- 1962년 4월 26일 부남국민학교 화장분교 설립 인가
- 1962년 5월 14일 화장분교장 개교
- 1992년 2월 ??일 제??회 졸업식(누계: 257명)
- 1992년 3월 1일 폐교 및 부남국민학교 통폐합